# Lengyelország az 1972. évi téli olimpiai játékokon
Lengyelország a japán Szapporóban megrendezett 1972. évi téli olimpiai játékok egyik részt vevő nemzete volt. Az országot az olimpián 8 sportágban 47 sportoló képviselte, akik összesen 1 érmet szereztek.

## Érmesek
| Érem  | Versenyző        | Sportág | Versenyszám      |
| ----- | ---------------- | ------- | ---------------- |
| Arany | Wojciech Fortuna | Síugrás | Egyéni, nagysánc |

## Alpesisí
Férfi
| Versenyző              | Versenyszám      | Selejtező | Selejtező | Döntő    | Döntő    | Döntő    | Döntő    | Döntő      | Döntő      |
| Versenyző              | Versenyszám      | Selejtező | Selejtező | 1. futam | 1. futam | 2. futam | 2. futam | Összesítés | Összesítés |
| Versenyző              | Versenyszám      | Idő       | Hely.     | Idő      | Hely.    | Idő      | Hely.    | Idő        | Helyezés   |
| ---------------------- | ---------------- | --------- | --------- | -------- | -------- | -------- | -------- | ---------- | ---------- |
| Andrzej Bachleda-Curuś | Műlesiklás       | kiemelt   | kiemelt   | 57,04    | 10.      | 55,22    | 11.      | 1:52,26    | 10.        |
| Andrzej Bachleda-Curuś | Óriás-műlesiklás |           |           | 1:34,40  | 17.      | 1:38,02  | 4.       | 3:12,42    | 9.*        |

* - egy másik versenyzővel azonos eredményt ért el

## Biatlon
| Versenyző                                                | Versenyszám      | Lövőhiba | Időeredmény | Helyezés |
| -------------------------------------------------------- | ---------------- | -------- | ----------- | -------- |
| Andrzej Fiedor                                           | 20 km egyéni     | 11       | 1:30:17,25  | 48.      |
| Aleksander Klima                                         | 20 km egyéni     | 2        | 1:19:00,86  | 9.       |
| Andrzej Rapacz                                           | 20 km egyéni     | 9        | 1:26:21,02  | 33.      |
| Józef Stopka                                             | 20 km egyéni     | 8        | 1:27:18,66  | 35.      |
| Józef Rózak Józef Stopka Andrzej Rapacz Aleksander Klima | 4 × 7,5 km váltó | 4        | 1:58:09,92  | 7.       |

## Északi összetett
| Versenyző             | Síugrás | Síugrás | Sífutás | Sífutás | Sífutás | Összesítés | Összesítés |
| Versenyző             | Pont    | Hely.   | Idő     | Pont    | Hely.   | Pont       | Helyezés   |
| --------------------- | ------- | ------- | ------- | ------- | ------- | ---------- | ---------- |
| Kazimierz Długopolski | 184,9   | 10.     | 51:38,5 | 190,960 | 24.     | 375,860    | 12.        |
| Józef Gąsienica       | 146,8   | 34.     | 51:29,4 | 192,325 | 21.*    | 339,125    | 31.        |
| Stefan Hula           | 178,2   | 18.     | 51:29,4 | 192,325 | 21.*    | 370,525    | 17.        |

* - egy másik versenyzővel azonos eredményt ért el

## Jégkorong
| Lengyel férfi jégkorongcsapat-játékoskeret                                                                                                | Lengyel férfi jégkorongcsapat-játékoskeret                                                        | Lengyel férfi jégkorongcsapat-játékoskeret                                                                    |
| --- | ------------------------------------------------------------------------------------------------- | --- |
| - Jozef Batkiewicz - Krzysztof Bialynicki - Stefan Chowaniec - Ludwik Czachowski - Marian Feter - Stanislaw Fryslweicz - Feliks Goralczyk | - Robert Goralczyk - Tadeusz Kacik - Adam Kopszynski - Walery Kosyl - Tadesusz Obloj - Jerzy Potz | - Jozef Slovakiewicz - Andrzej Szczepaniec - Leszek Tokarz - Wieslaw Tokarz - Andrzej Tkacz - Walenty Zietara |

### Eredmények
Selejtező
| 1972. február 4. | NSZK (FRG) | 0 – 4 (0–0, 0–3, 0–1) | Lengyelország | Szapporo |

|  |  |  |  |  |
|  |  |  |  |  |
|  |  |  |  |  |
|  |  |  |  |  |

Hatos döntő
| 1972. február 5. | Csehszlovákia (TCH) | 14 – 1 (5–0, 3–1, 6–0) | Lengyelország | Szapporo |

|  |  |  |  |  |
|  |  |  |  |  |
|  |  |  |  |  |
|  |  |  |  |  |

| 1972. február 7. | Finnország (FIN) | 5 – 1 (0–0, 4–0, 1–1) | Lengyelország | Szapporo |

|  |  |  |  |  |
|  |  |  |  |  |
|  |  |  |  |  |
|  |  |  |  |  |

| 1972. február 9. | Svédország (SWE) | 5 – 3 (1–0, 4–2, 0–1) | Lengyelország | Szapporo |

|  |  |  |  |  |
|  |  |  |  |  |
|  |  |  |  |  |
|  |  |  |  |  |

| 1972. február 10. | Szovjetunió (URS) | 9 – 3 (4–0, 4–2, 1–1) | Lengyelország | Szapporo |

|  |  |  |  |  |
|  |  |  |  |  |
|  |  |  |  |  |
|  |  |  |  |  |

| 1972. február 12. | Egyesült Államok (USA) | 6 – 1 (2–0, 2–0, 2–1) | Lengyelország | Szapporo |

|  |  |  |  |  |
|  |  |  |  |  |
|  |  |  |  |  |
|  |  |  |  |  |

Végeredmény
| Csapat           | M | Gy | D | V | G+ | G– | Gk  | P |
| ---------------- | - | -- | - | - | -- | -- | --- | - |
| Szovjetunió      | 5 | 4  | 1 | 0 | 33 | 13 | +20 | 9 |
| Egyesült Államok | 5 | 3  | 0 | 2 | 18 | 15 | +3  | 6 |
| Csehszlovákia    | 5 | 3  | 0 | 2 | 26 | 13 | +13 | 6 |
| Svédország       | 5 | 2  | 1 | 2 | 17 | 13 | +4  | 5 |
| Finnország       | 5 | 2  | 0 | 3 | 14 | 24 | –10 | 4 |
| Lengyelország    | 5 | 0  | 0 | 5 | 9  | 39 | –30 | 0 |

- Az Egyesült Államok és Csehszlovákia között az egymás elleni eredmény (5–1) döntött.

| Csapat        | Helyezés |
| ------------- | -------- |
| Lengyelország | 6.       |

## Műkorcsolya
| Versenyző                           | Versenyszám | Rövid program     | Rövid program | Kűr               | Kűr   | Összesítés                     | Összesítés                     | Összesítés                     | Összesítés                     | Összesítés                     | Összesítés                     | Összesítés                     | Összesítés                     | Összesítés                     | Összesítés        | Összesítés        | Összesítés  | Összesítés | Összesítés |
| Versenyző                           | Versenyszám | Rövid program     | Rövid program | Kűr               | Kűr   | Helyezési pontszámok bírónként | Helyezési pontszámok bírónként | Helyezési pontszámok bírónként | Helyezési pontszámok bírónként | Helyezési pontszámok bírónként | Helyezési pontszámok bírónként | Helyezési pontszámok bírónként | Helyezési pontszámok bírónként | Helyezési pontszámok bírónként | Több. hely. száma | Több. hely. össz. | Hely. össz. | Pont       | Helyezés   |
| Versenyző                           | Versenyszám | Több. hely. száma | Hely.         | Több. hely. száma | Hely. | 1                              | 2                              | 3                              | 4                              | 5                              | 6                              | 7                              | 8                              | 9                              | Több. hely. száma | Több. hely. össz. | Hely. össz. | Pont       | Helyezés   |
| ----------------------------------- | ----------- | ----------------- | ------------- | ----------------- | ----- | ------------------------------ | ------------------------------ | ------------------------------ | ------------------------------ | ------------------------------ | ------------------------------ | ------------------------------ | ------------------------------ | ------------------------------ | ----------------- | ----------------- | ----------- | ---------- | ---------- |
| Grazyna Kostrzewinska Adam Brodecki | Páros       | 6×11+             | 11.           | 8×11+             | 11.   | 9,5                            | 11,0                           | 11,0                           | 8,0                            | 12,0                           | 11,0                           | 11,0                           | 11,0                           | 11,0                           | 8×11+             | 83,5              | 95,5        | 377,8      | 11.        |

## Sífutás
Férfi
| Versenyző   | Versenyszám | Eredmény   | Helyezés |
| ----------- | ----------- | ---------- | -------- |
| Jan Staszel | 15 km       | 48:46,72   | 33.      |
| Jan Staszel | 30 km       | 1:43:35,68 | 29.      |

Női
| Versenyző                                       | Versenyszám    | Eredmény | Helyezés |
| ----------------------------------------------- | -------------- | -------- | -------- |
| Weronika Budny                                  | 5 km           | 17:38,74 | 13.      |
| Weronika Budny                                  | 10 km          | 35:57,59 | 11.      |
| Józefa Chromik                                  | 5 km           | 17:55,41 | 21.      |
| Józefa Chromik                                  | 10 km          | 36:45,39 | 21.      |
| Anna Gębala-Duraj                               | 5 km           | 18:13,43 | 29.      |
| Anna Gębala-Duraj                               | 10 km          | 36:32,65 | 15.      |
| Władysława Majerczyk                            | 5 km           | 17:56,55 | 23.      |
| Władysława Majerczyk                            | 10 km          | 38:19,66 | 34.      |
| Anna Gębala-Duraj Józefa Chromik Weronika Budny | 3 × 5 km váltó | 51:49,13 | 7.       |

## Síugrás
| Versenyző                  | Versenyszám | 1. ugrás | 1. ugrás | 1. ugrás | 2. ugrás | 2. ugrás | 2. ugrás | Összesítés | Összesítés |
| Versenyző                  | Versenyszám | Távolság | Pont     | Hely.    | Távolság | Pont     | Hely.    | Pont       | Helyezés   |
| -------------------------- | ----------- | -------- | -------- | -------- | -------- | -------- | -------- | ---------- | ---------- |
| Wojciech Fortuna           | Normálsánc  | 82,0     | 115,4    | 6.       | 76,5     | 106,6    | 10.      | 222,0      | 6.         |
| Wojciech Fortuna           | Nagysánc    | 111,0    | 130,4    | 1.       | 87,5     | 89,5     | 22.      | 219,9      |            |
| Stanisław Gąsienica Daniel | Normálsánc  | 73,5     | 97,3     | 43.      | 72,5     | 96,7     | 32.      | 194,0      | 39.        |
| Stanisław Gąsienica Daniel | Nagysánc    | 83,0     | 83,2     | 36.      | 86,0     | 87,9     | 25.      | 171,1      | 31.        |
| Adam Krzysztofiak          | Normálsánc  | 75,5     | 105,0    | 27.      | 73,5     | 102,3    | 19.**    | 207,3      | 24.        |
| Adam Krzysztofiak          | Nagysánc    | 84,0     | 85,6     | 34.      | 85,0     | 87,5     | 26.      | 173,1      | 29.        |
| Tadeusz Pawlusiak          | Normálsánc  | 73,5     | 98,8     | 40.      | 71,5     | 99,1     | 30.      | 197,9      | 32.        |
| Tadeusz Pawlusiak          | Nagysánc    | 87,0     | 89,3     | 27.      | 90,0     | 94,0     | 15.      | 183,3      | 18.        |

* - két másik versenyzővel azonos eredményt ért el

## Szánkó
| Versenyző                           | Versenyszám | 1. futam | 1. futam | 2. futam | 2. futam | 3. futam | 3. futam | 4. futam | 4. futam | Összesítés | Összesítés |
| Versenyző                           | Versenyszám | Idő      | Hely.    | Idő      | Hely.    | Idő      | Hely.    | Idő      | Hely.    | Idő        | Helyezés   |
| ----------------------------------- | ----------- | -------- | -------- | -------- | -------- | -------- | -------- | -------- | -------- | ---------- | ---------- |
| Ryszard Gawior                      | Férfi egyes | 54,72    | 24.      | 54,09    | 20.      | 53,26    | 21.      | 52,87    | 16.      | 3:34,94    | 19.        |
| Janusz Grzemowski                   | Férfi egyes | 53,07    | 8.       | 53,12    | 10.      | 52,66    | 15.*     | 52,59    | 12.      | 3:31,44    | 12.        |
| Lucjan Kudzia                       | Férfi egyes | 54,14    | 19.      | 53,58    | 15.      | 52,36    | 11.      | 52,75    | 13.      | 3:32,83    | 13.        |
| Mirosław Więckowski                 | Férfi egyes | 54,43    | 22.      | 54,82    | 27.      | 54,61    | 34.      | 53,75    | 30.      | 3:37,61    | 27.        |
| Halina Kanasz                       | Női egyes   | 45,66    | 6.       | 45,98    | 7.       | 45,52    | 7.       | 45,17    | 9.       | 3:02,33    | 6.*        |
| Wiesława Martyka                    | Női egyes   | 45,68    | 7.       | 46,12    | 9.       | 45,47    | 6.       | 45,06    | 7.       | 3:02,33    | 6.*        |
| Barbara Piecha                      | Női egyes   | 45,96    | 9.       | 46,24    | 10.      | 45,89    | 8.*      | 44,98    | 6.       | 3:03,07    | 9.         |
| Mirosław Więckowski Wojciech Kublik | Kettes      | 44,88    | 6.       | 44,78    | 4.       |          |          |          |          | 1:29,66    | 5.*        |
| Lucjan Kudzia Ryszard Gawior        | Kettes      | 45,28    | 9.       | 45,40    | 11.      |          |          |          |          | 1:30,68    | 9.*        |

* - egy másik versenyzővel azonos eredményt ért el